# ناحیه فیرگروو، میشیگان
ناحیه فیرگروو (به انگلیسی: Fairgrove Township) یک منطقهٔ مسکونی در ایالات متحده آمریکا است که در شهرستان تاسکولا، میشیگان واقع شده‌است.
 ناحیه فیرگروو ۹۱٫۵ کیلومتر مربع مساحت و ۱٬۵۷۹ نفر جمعیت دارد و ۱۹۷ متر بالاتر از سطح دریا واقع شده‌است.